# Kultura mikocka

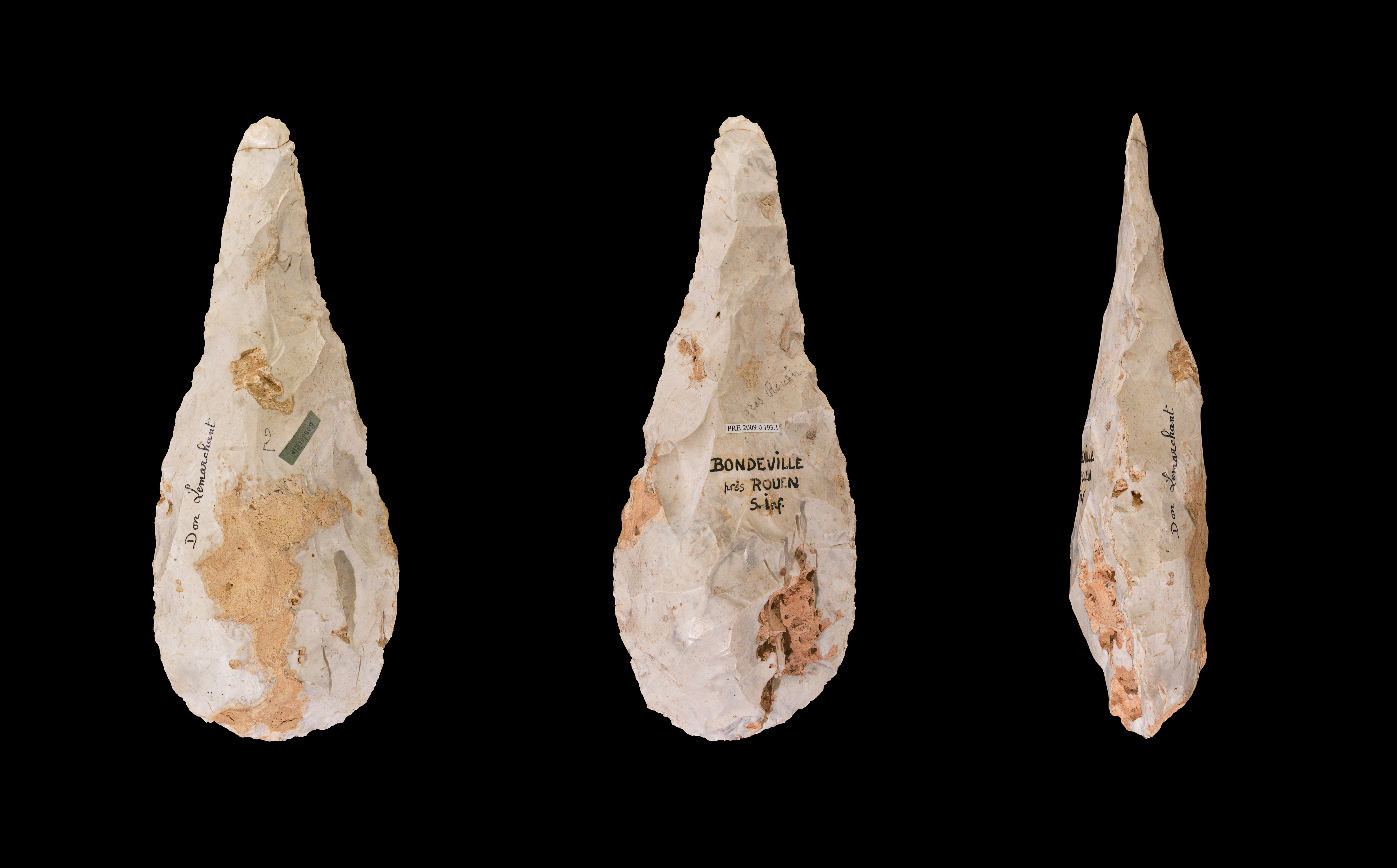
Kultura mikocka – Pięściak

Kultura mikocka – kultura końca środkowego paleolitu, charakteryzująca się artefaktami w postaci dobrze obrobionych, retuszowanych z dwóch stron tłuków pięściowych, oraz noży prądnickich, zgrzebeł, drapaczy.

## Kryteria wydzielenia, chronologia
Kultura ta została wydzielona na podstawie inwentarzy kamiennych odkrytych w najwyższych warstwach w jaskini La Micoque w dep. Dordogne we Francji.
Najstarsze pięściaki mikockie pochodzą z okresu ok. 280 tys. lat temu, zaś klasyczne stadium rozwoju wyznacza data ok. 100 tys. lat temu. Tak wczesne pojawienie się pięściaków mikockich może świadczyć o ich współczesności później w fazie kultury aszelskiej na terenie Europy Zachodniej. Tradycja mikocka na terenach Krymu i północnego przedpola Kaukazu przetrwała do czasów ok. 30 tys. lat temu.

## Obszar występowania
Zespół zjawisk kulturowych utożsamiany z kulturą mikocką obejmował zasięgiem znaczne połacie Europy. W zachodniej części Europy inwentarze mikockie znane są ze stanowisk La Micoque, La Cotte de St Brelade położone na wyspie Jersey na kanale La Manche, oraz stanowiska Mesvin IV znajdujące się na terenie Belgii. Na terenie Portugalii pięściaki mikockie znane są ze stanowiska Galeira Pesada, które datowane jest na okres 240–200 tys. lat temu. Znaczna liczba stanowisk mikockich znana jest z terenu Niemiec a okres funkcjonowania tych stanowisk mieszczą się w przedziale 100–70 tys. lat temu. Stanowiska te znajdują się głównie na terenie dzisiejszej Hesji np. stanowiska Buhlen i Balve. Inwentarze mikockie znane są na terenie południowej Polski m.in. Jaskinia Biśnik, Jaskinia Ciemna i schronisko Wylotne w Ojcowskim Parku Narodowym, Zwoleń koło Radomia, Skałki Piekarskie pod Krakowem. Stanowiska te datowane są podobnie jak te z terenów Niemiec na ok. 100–60 tys. lat temu. Stanowiska mikockie znane są także z terenów wschodniej części Europy np. stanowisko Antonowka (Ukraina) oraz ze stanowiska Wołograd-Suchaja Mieczetka, które znajduje się na terenie Rosji.

## Charakterystyczne wyroby kulturowe
Charakteryzuje się wydłużonymi pięściakami o grubych podstawach, tzw. pięściaki mikockie. Ich cechą charakterystyczną jest: symetryczny kształt, płaski retusz, proste regularne krawędzie z dodatkowym drobnym retuszem przykrawędnym. W inwentarzach mikockich poświadczona jest obecność asymetrycznych noży-zgrzebeł obrabianych dwustronnie i ostrzy liściowatych, drapaczy.